# Distretto di Lubaczów
Il distretto di Lubaczów (in polacco powiat lubaczowski) è un distretto polacco appartenente al voivodato della Precarpazia.

## Geografia antropica

### Suddivisioni amministrative
Il distretto comprende 8 comuni.
- Comuni urbani: Lubaczów
- Comuni urbano-rurali: Cieszanów, Narol, Oleszyce
- Comuni rurali: Horyniec-Zdrój, Lubaczów, Stary Dzików, Wielkie Oczy